# Советский энциклопедический словарь

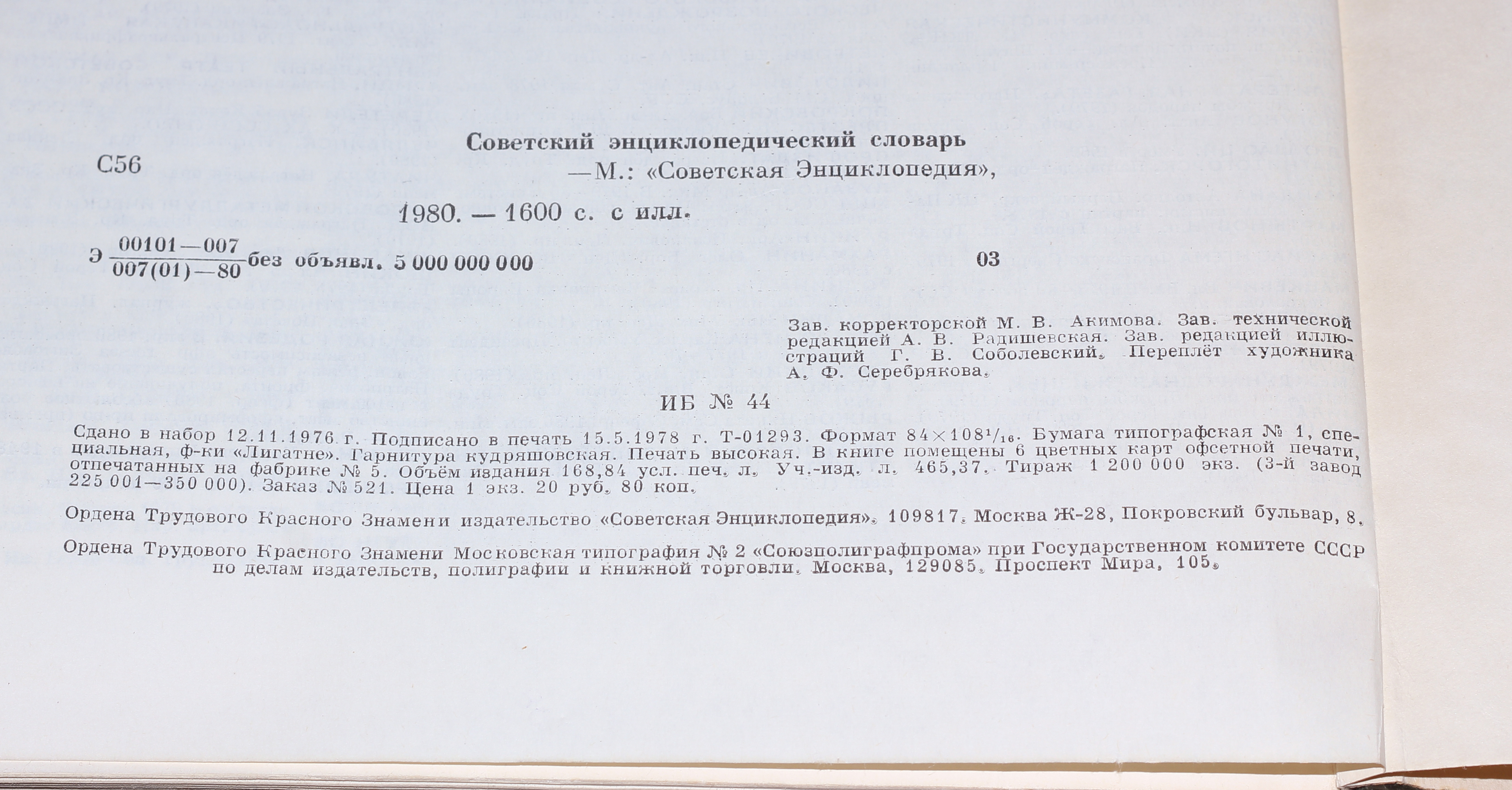
Вихідні дані

Сове́тский энциклопеди́ческий слова́рь (укр. Радя́нський енциклопеди́чний словни́к, скорочено РЕС) — універсальний однотомний енциклопедичний словник, який випускало видавництво «Радянська енциклопедія» в 1980 (1-е видання), 1982 (2-е видання, зі змінами), 1984 (3-е видання, зі змінами), 1986 (4-е видання, за основу взято набір 1984, з доповненнями і змінами), 1989 (4-е видання, поєднано набір 1984, 1986, зі змінами і доповненнями; ISBN 5-85270-001-0) роках. У 1981, 1983, 1985, 1987 і 1988 роках виходили стереотипні видання.
Словник включає близько 80 тисяч статей, 550 чорно-білих ілюстрацій і схем і 350 карт, 8 кольорових карт. Для його видання розроблено спеціальний папір фабрики «Лігатне» Друкарський №1 (рос. Типографская №1), формат 84Х108 1/16, обсяг 172,41 друкованого аркуша (1632 сторінки у виданні 1989 року). Головний редактор академік О. М. Прохоров.
Словник позиціювали як видання для кожної родини, тираж становив кілька мільйонів примірників (видання 1989 року — 2,5 млн прим.).
Чергове підготовлене видання (1991 року) вийшло як новий книжковий продукт, «Великий енциклопедичний словник». Видання останнього продовжило видавництво «Велика Російська енциклопедія" (колишня «Радянська енциклопедія», рос. Советская энциклопедия).